# Albert Kwok

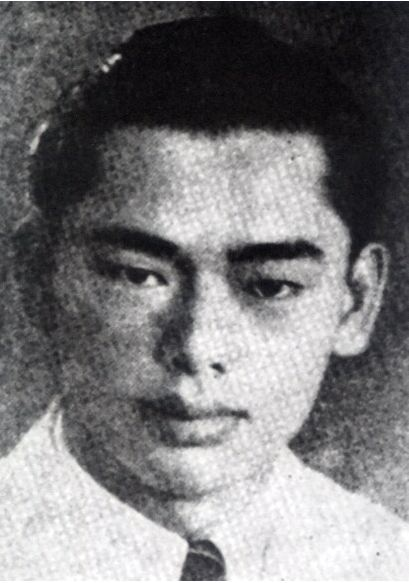
Albert Kwok, ca. 1941

Albert Kwok, mit vollem Namen Albert Kwok Fen Nam, chinesischer Name Guo Yinan (chin. 郭益南) (* 1921 in Kuching, Sarawak; † 21. Januar 1944 in Petagas bei Putatan, Sabah) war ein Widerstandskämpfer während der japanischen Besatzung Borneos und Anführer der Kinabalu Guerillas. Er gilt als Initiator der sogenannten Double Tenth Revolt vom 10. Oktober 1943.

## Leben
Albert Kwok wurde 1921 in Kuching, Sarawak geboren. Sein Vater war ein Zahnarzt. In den späten 1930er Jahren lebte er zeitweise in China, wo er die Methoden der Traditionellen Chinesischen Medizin (TCM) erlernte. Er praktizierte danach in Nanking, Hankow und Canton. Während dieser Zeit kam Kwok erstmals in Kontakt mit antijapanischen Aktivitäten. Einer anderen Quelle zufolge erwarb sich Kwok auch in Penang medizinische Fähigkeiten zur Behandlung von Hämorrhoiden.
1940 übersiedelte der erst neunzehnjährige Kwok nach Jesselton, um dort als Arzt zu arbeiten. Obwohl seine Praxis sehr erfolgreich war, musste er die Behandlung seiner Patienten einstellen, als sein Vorrat an Medikamenten zur Neige ging. Sein Entschluss, sich gegen die Besatzungsmacht zur Wehr zu setzen, gewann klare Konturen, als die Japaner am 13. Juni 1942 ein Dekret mit folgendem Wortlaut in Umlauf brachten:

“Let not the Chinese forget that the power of seizing them and putting them to death rests with one decision of the Japanese High Command.”

„Lasst die Chinesen nicht vergessen, dass eine einzige Entscheidung des japanischen Oberkommandos genügt, um sie zu ergreifen und zu töten.“

## Widerstandskampf und Tod

### Gründung derKinabalu Guerillas
Nach der Besetzung Jesseltons durch die Japaner kam Albert Kwok im Jahr 1943 durch den chinesischen Geschäftsmann Lim Keng Fatt in Kontakt mit dem Verbindungsmann der philippinischen Guerillas, einem Imam aus Sulu namens Marajukim. Kwok reiste mit dem Imam nach Sulu und lernte dort die Aktivitäten des Widerstands unter dem Filipinoführer Lieutenant Colonel Alejandro Suarez kennen.
Im Mai 1943 kehrte er nach Jesselton zurück, wild entschlossen, seinen Beitrag zur Befreiung Sabahs zu leisten. Zurück in Jesselton kontaktierte er zunächst die Oversea Chinese Defence Association, mit deren Hilfe er medizinische Ausrüstung und Geldspenden für die Unterstützung des Widerstands in Sulu organisierte. Noch einmal, im Juni 1943, reiste er mit Imam Marajukim auf die Philippinen. Auf Vermittlung von Suarez traf er mit Vertretern der US-Armee zusammen und wurde am 1. Juli 1943 zum Lieutenant ernannt.
Zurück in Nordborneo begann er ab dem 21. September 1943 mit der Zusammenstellung einer eigenen Gruppe von Widerstandskämpfern, die unter seiner Führung standen. Er nannte die Gruppe – die unter den Bewohnern Sabahs unter dem Namen Kinabalu Guerillas bekannt wurde – Kinabalu Guerilla Defence Force. Das Hauptquartier der Gruppe befand sich in Menggatal, einem Vorort von Jesselton, im Haus des chinesischen Geschäftsmanns Lee Khum Fah. Weitere Gruppen entstanden in Inanam, Tuaran, Kota Belud und Talibong.
Der Führungsstab seiner Widerstandsgruppe bestand aus
- Hiew Syn Yong, einem Assistant District Officer; er übernahm das Kommando über Kota Belud,
- Charles Peter, vormals leitender Polizeioffizier in Jesselton; er übernahm gemeinsam mit Subedar Dewa Singh, einem ehemaligen Kollegen aus dem Polizeidienst, das Kommando in Jesselton,
- Kong Sze Fui, er kommandierte Menggatal und
- Jules Stephens. Er war als Adjutant für die Gesamtorganisation zuständig.[7]

### DieDouble Tenth Revolt
Noch während Kwok mit dem weiteren Aufbau seiner Widerstandsgruppe beschäftigt war, wurden Pläne der japanischen Besatzer bekannt, nach denen 2000 junge Chinesen zum Kriegsdienst gezwungen werden sollten, um die japanische Armee zu entlasten. Außerdem sollten eine Vielzahl chinesischer Mädchen für die Armee zwangsprostituiert werden. Kwok hatte zu diesem Zeitpunkt etwa 100 Guerillas in seiner Widerstandsgruppe und konnte darüber hinaus mit weiteren 200 Kämpfern aus den Reihen der ethnischen Gruppen Sabahs rechnen.
Am Vorabend des 10. Oktober 1943 – dem chinesischen Nationalfeiertag – initiierte er zusammen mit 300 Guerillas einen Angriff auf die Besatzer, bei denen mehr als 60 Japaner getötet wurden, die Mehrheit durch die Macheten der Angreifer. Dieser Angriff ist im kollektiven Geschichtsbewusstsein Sabahs als Double Tenth Revolt verankert.
Für eine kurze Zeit übernahmen Albert Kwok und seine Kinabalu Guerrillas die Kontrolle über Tuaran, Menggatal und Jesselton. Schlecht ausgerüstet sahen sie sich drei Tage später jedoch der von Kuching aus eintreffenden japanischen Verstärkung gegenüber und zogen sich in die Hügel bei Menggatal zurück. Nach einem zweimonatigen Kampf änderten die Japaner die Taktik. Sie drohten nun damit, 400 Menschen in Shantung Valley zu exekutieren, falls Albert Kwok sich nicht ergebe.

### Hinrichtung in Petagas
Kwok ergab sich am 19. Dezember 1943 in der Hoffnung, dass dies das Ende des Blutbades bedeuten würde. Er wurde zunächst im Gefängnis in Batu Tiga eingesperrt und dann zusammen mit 175 anderen, die meistenteils nichts mit dem Aufstand zu tun hatten, am 21. Januar 1944 in Petagas hingerichtet. Albert Kwok sowie vier andere Anführer – Charles Peter, Chan Chau Kong, Kong Tze Phui, Lee Tek Phui – wurden mit dem Katana enthauptet, während die übrigen mit Maschinengewehren oder Bajonetten getötet wurden.

## Gedenkstätte in Petagas

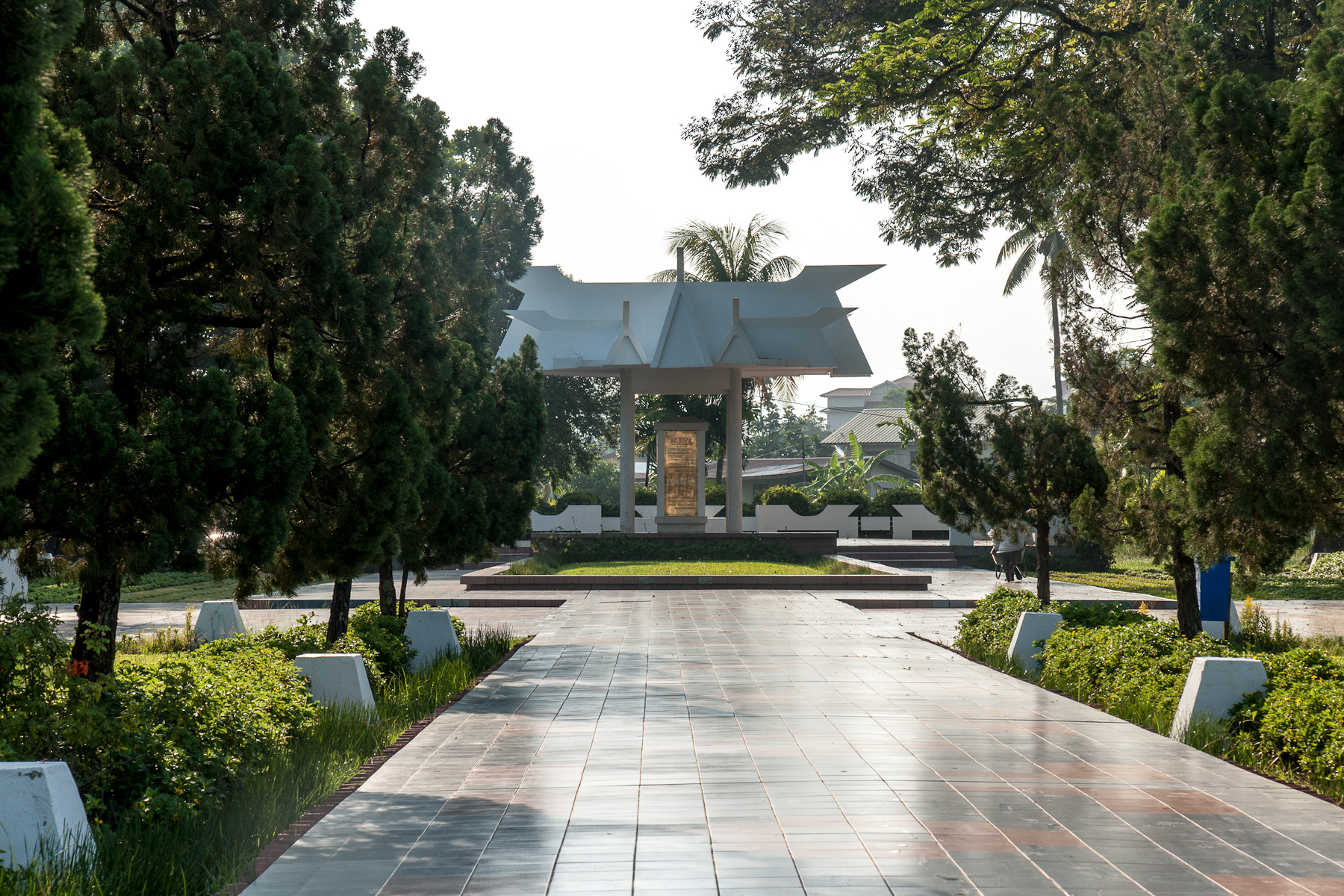
Petagas War Memorial

Das Petagas War Memorial in Putatan (5° 55′ 16″ N, 116° 3′ 16,5″ O) erinnert an Albert Kwok und die Opfer der japanischen Besatzung.